# برايان بليد
برايان بليد (بالإنجليزية: Brian Blade)‏ هو عازف جاز وملحن أمريكي، ولد في 25 يوليو 1970 في شريفبورت في الولايات المتحدة.

## وصلات خارجية
- الموقع الرسمي
- برايان بليد على موقع ميوزك برينز (الإنجليزية)
- برايان بليد على موقع أول ميوزيك (الإنجليزية)
- برايان بليد على موقع ديسكوغز (الإنجليزية)